# Dendrogramma
Ne doit pas être confondu avec Dendrogramme.
Genre
Dendrogramma est un genre d’animaux marins diploblastique, découvert dans les abysses et particulièrement énigmatiques. Longtemps rattaché à aucun embranchement connu, des analyses ADN menées en 2016 ont finalement permis de rattacher ces animaux au groupe des cténaires .

## Découverte
Les spécimens de Dendrogramma ont été recueillis en 1986 au cours d’une expédition scientifique au large de la côte sud-est de l'Australie. On les a recueillis à des profondeurs marines entre 400 et 1 000 mètres sur la marge continentale près de la Tasmanie, en utilisant un appareil que l’on traîne sur le fond de la mer pour recueillir des exemplaires de la faune benthique. Les chercheurs ont été immédiatement frappés par les caractéristiques inhabituelles des dix-huit exemplaires qu'ils avaient recueillis et ils les ont conservés dans du méthanal et, par la suite, dans de l'éthanol, pour procéder à des études plus approfondies.
Revenus en 1988 sur le site où ils avaient fait cette découverte, ils n’ont pas réussi à trouver de nouveaux spécimens. Ils ne publient leur découverte qu'en 2014 en décrivant le genre, la famille et les deux espèces. Jean Just de l'Université de Copenhague, qui a réalisé le chalutage en 1986, a expliqué ce long retard dans la publication par la nature extraordinaire de la découverte : « Dès que vous pensez avoir affaire à quelque chose de vraiment extraordinaire, vous avez besoin de beaucoup de temps pour l’étudier, faire des lectures, prendre des renseignements à droite, à gauche et en travers et vous convaincre que vous êtes réellement tombé sur quelque chose de nouveau. »
Ce n'est qu'en 2016 que les conclusions de l'analyse ADN livrent enfin leurs résultats : alors que les Dendrogramma étaient pressentis comme la survivance d'un groupe basal des cnidaires, peut-être même d'un groupe les regroupant avec les cténophores, il s'agit en réalité d'hydrozoaires de l'ordre des siphonophores, qui trouvent leur place dans la famille des Rhodaliidae,. Dans le même temps Dendrogramma discoides est placé en synonymie avec Dendrogramma enigmatica.

## Description
Ces organismes marins ont une forme qui rappelle un champignon et leur structure est surtout asymétrique. Le corps se compose d'un disque aplati, légèrement circulaire et d'une tige terminée par une bouche qu’entourent des lobes. La bouche à l’extrémité de la tige conduit à un canal digestif qui bifurque plusieurs fois quand il atteint le disque. Les individus possèdent une peau extérieure, avec un estomac qui en est séparé par une couche de matière gélatineuse dense (mésoglée). Les tiges mesurent jusqu’à 8 millimètres de longueur, tandis que le disque a un diamètre qui va de 11 à 17 millimètres, bien que les exemplaires originaux aient subi une contraction importante dans l'éthanol non dilué après que les mesures eurent été faites. 
Les deux espèces diffèrent essentiellement par la forme du disque et la longueur proportionnelle de la tige : D. discoides a un disque complet et une tige proportionnellement plus courte (sa longueur est environ le dixième du diamètre de disque) alors que D. enigmatica présente un disque ébréché et une tige proportionnellement plus longue (jusqu'à 70 % du diamètre du disque). 
Les animaux semblent avoir vécu comme des organismes libres car rien ne prouve qu’ils aient été fixés à une surface quelconque. Aucun signe évident ne montre qu'ils avaient un moyen de propulsion et il ne semble pas qu’ils aient été capables de nager. Leur bouche est petite et simple et la façon dont ils s’alimentaient n’est pas évidente; pourtant on a supposé que les lobes autour de leur bouche pourraient avoir sécrété un mucus qui servait à capturer des microbes dans l'eau.
Les inventeurs qui ont décrit ce genre ont pointé certaines similarités avec des formes primitives de «  méduses » de la faune d'Édiacara qui date de l'Édiacarien, troisième et dernière période du Néoprotérozoïque, âgée de −635 à −541 Ma (millions d'années).

## Distribution
Les espèces de ce genre n'ont été observées qu'au sud de Point Hicks (en) dans l'État de Victoria entre 400 et 1 000 m de profondeur.

## Liste des espèces
Selon World Register of Marine Species (8 juin 2016) :
- Dendrogramma enigmatica Just, Kristensen & Olesen, 2014

## Publication originale
- (en) Jean Just, Reinhardt Møbjerg Kristensen et Jørgen Olesen, « Dendrogramma, New Genus, with Two New Non-Bilaterian Species from the Marine Bathyal of Southeastern Australia (Animalia, Metazoa incertae sedis) – with Similarities to Some Medusoids from the Precambrian Ediacara », PLoS ONE, vol. 9, no 9,‎ 3 septembre 2014, e102976 (DOI 10.1371/journal.pone.0102976, lire en ligne).